# 蒂尔迪讷河畔万德里
蒂尔迪讷河畔万德里（法語：Vindry-sur-Turdine，法語發音：[vɛ̃dʁi syʁ tyʁdin]）是法国罗讷省的一个市镇，属于索恩河畔自由城区。该市镇于2019年由原市镇蒂尔迪讷河畔蓬沙拉、达雷泽、莱索尔姆和圣卢合并而成，行政中心位于蒂尔迪讷河畔蓬沙拉。

## 地理
蒂尔迪讷河畔万德里（45°52'30.00000"N, 4°29'26.00002"E）面积23.87 平方千米，位于法国奥弗涅-罗讷-阿尔卑斯大区罗讷省，该省份为法国中东部省份，北起顺时针与索恩-卢瓦尔省、安省、里昂大都会、伊泽尔省和卢瓦尔省接壤。
与蒂尔迪讷河畔万德里接壤的市镇（或旧市镇、城区）包括：圣克莱芒-叙瓦尔索讷、塔拉尔、圣福尔热、圣罗曼德波佩、萨尔塞、圣韦朗。
蒂尔迪讷河畔万德里的时区为UTC+01:00、UTC+02:00（夏令时）。

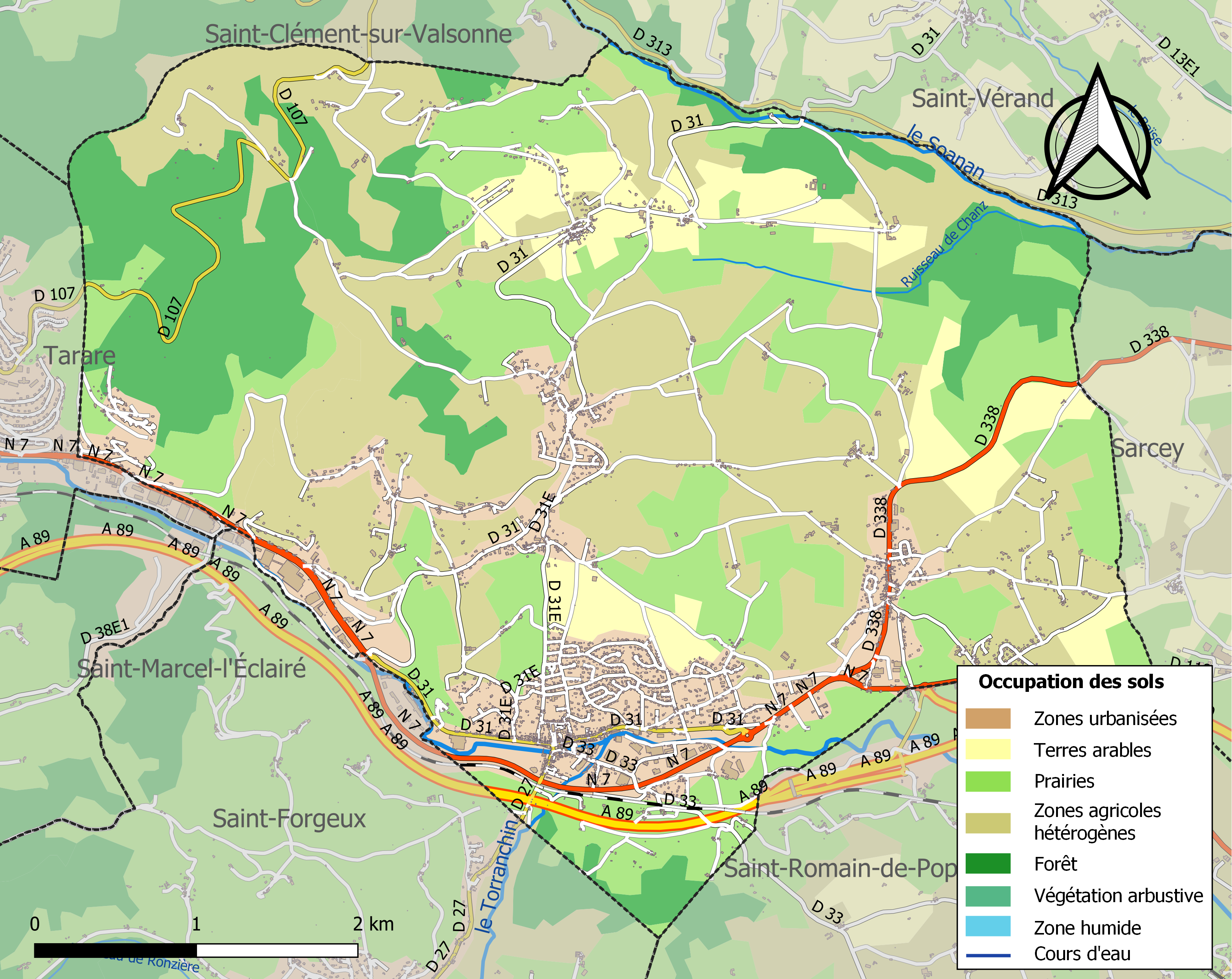
蒂尔迪讷河畔万德里的OSM定位图

## 行政
蒂尔迪讷河畔万德里的邮政编码为69490，INSEE市镇编码为69157。

## 政治
蒂尔迪讷河畔万德里所属的省级选区为塔拉尔县。

## 人口
蒂尔迪讷河畔万德里于2022年1月1日时的人口数量为5283人。